# Campeonato Queniano de Futebol
O Campeonato Queniano de Futebol, oficialmente conhecido como Kenyan Premier League (em português: Primeira Liga Queniana), é a divisão principal do futebol nacional do Quênia.

## Participantes
| Equipe             | Local    | Estádio                         | Capacidade |
| ------------------ | -------- | ------------------------------- | ---------- |
| AFC Leopards       | Nairóbi  | Estádio nacional Nyayo National | 30,000     |
| Bandari            | Mombasa  | Estádio Municipal de Mombaça    | 10,000     |
| Chemelil Sugar     | Chemelil | Completo Esportivo Chemelil     | 5,000      |
| Gor Mahia          | Nairóbi  | Estádio da Cidade de Nairóbi    | 15,000     |
| Kakamega Homeboyz  | Kakamega | Estádio Bucungu                 | 5,000      |
| Mathare United     | Nairóbi  | Estádio Casarani                | 60,000     |
| Muhoroni Youth     | Muhoroni | Estádio Muoroni                 | 5,000      |
| Nairobi City Stars | Nairóbi  | Centro Hope                     | 5,000      |
| Posta Rangers      | Eldoret  | Estádio Kipchoge Keino          | 10,000     |
| Sofapaka           | Machakos | Estádio Kenyatta                | 30,000     |
| Sony Sugar         | Awendo   | Estádio Verde                   | 5,000      |
| Thika United       | Tica     | Estádio Municipal de Tica       | 15,000     |
| Tusker             | Nairóbi  | Estádio Casarani                | 60,000     |
| Ulinzi Stars       | Nakuru   | Estádio Afraha                  | 8,200      |
| Ushuru             | Nairóbi  | Public Service Grounds          | 5,000      |
| Western Stima      | Kakamega | Estádio Bucungu                 | 5,000      |

## Campeões
| ano         | campeão          | vice              |             |             |             |
| Década 1960 | Década 1960      | Década 1960       | Década 1960 | Década 1960 | Década 1960 |
| ----------- | ---------------- | ----------------- | ----------- | ----------- | ----------- |
| 1963        | Nakuru All-Stars |                   |             |             |             |
| 1964        | Luo Union        |                   |             |             |             |
| 1965        | Feisal           |                   |             |             |             |
| 1966        | Leopards         |                   |             |             |             |
| 1967        | Leopards         |                   |             |             |             |
| 1968        | Gor Mahia        |                   |             |             |             |
| 1969        | Nakuru All-Stars |                   |             |             |             |
| Década 1970 |                  |                   |             |             |             |
| 1970        | Leopards         |                   |             |             |             |
| 1971        | Leopards         |                   |             |             |             |
| 1972        | Tusker           |                   |             |             |             |
| 1973        | Leopards         |                   |             |             |             |
| 1974        | Gor Mahia        |                   |             |             |             |
| 1975        | Gor Mahia        |                   |             |             |             |
| 1976        | Gor Mahia        |                   |             |             |             |
| 1977        | Tusker           |                   |             |             |             |
| 1978        | Tusker           |                   |             |             |             |
| 1979        | Gor Mahia        |                   |             |             |             |
| Década 1980 |                  |                   |             |             |             |
| 1980        | Leopards         |                   |             |             |             |
| 1981        | Leopards         |                   |             |             |             |
| 1982        | Leopards         |                   |             |             |             |
| 1983        | Gor Mahia        |                   |             |             |             |
| 1984        | Gor Mahia        |                   |             |             |             |
| 1985        | Gor Mahia        |                   |             |             |             |
| 1986        | Leopards         |                   |             |             |             |
| 1987        | Gor Mahia        |                   |             |             |             |
| 1988        | Leopards         |                   |             |             |             |
| 1989        | Leopards         |                   |             |             |             |
| Década 1990 |                  |                   |             |             |             |
| 1990        | Gor Mahia        |                   |             |             |             |
| 1991        | Gor Mahia        |                   |             |             |             |
| 1992        | Leopards         |                   |             |             |             |
| 1993        | Gor Mahia        |                   |             |             |             |
| 1994        | Tusker           |                   |             |             |             |
| 1995        | Gor Mahia        |                   |             |             |             |
| 1996        | Tusker           |                   |             |             |             |
| 1997        | Utalii           |                   |             |             |             |
| 1998        | Leopards         |                   |             |             |             |
| 1999        | Tusker           |                   |             |             |             |
| Década 2000 |                  |                   |             |             |             |
| 2000        | Tusker           |                   |             |             |             |
| 2001        | Oserian          |                   |             |             |             |
| 2002        | Oserian          |                   |             |             |             |
| 2003        | Ulinzi Stars     |                   |             |             |             |
| 2004        | Ulinzi Stars     | Tusker            |             |             |             |
| 2005        | Ulinzi Stars     | Tusker            |             |             |             |
| 2006        | SoNy Sugar       | Tusker            |             |             |             |
| 2007        | Tusker           | Mathare United    |             |             |             |
| 2008        | Mathare United   | SoNy Sugar        |             |             |             |
| 2009        | Sofapaka         | Mathare United    |             |             |             |
| Década 2010 |                  |                   |             |             |             |
| 2010        | Ulinzi Stars     | Gor Mahia         |             |             |             |
| 2011        | Tusker           | Ulinzi Stars      |             |             |             |
| 2012        | Tusker           | Gor Mahia         |             |             |             |
| 2013        | Gor Mahia        | Leopards          |             |             |             |
| 2014        | Gor Mahia        | Sofapaka          |             |             |             |
| 2015        | Gor Mahia        | Ulinzi Stars      |             |             |             |
| 2016        | Tusker           | Gor Mahia         |             |             |             |
| 2017        | Gor Mahia        | Sofapaka          |             |             |             |
| 2018        | Gor Mahia        | Bandari           |             |             |             |
| 2019        | Gor Mahia        | Bandari           |             |             |             |
| Década 2020 |                  |                   |             |             |             |
| 2020        | Gor Mahia        | Kakamega Homeboyz |             |             |             |

## Títulos por equipe
| Clube           | Títulos | Anos |
| --------------- | ------- | --- |
| Gor Mahia       | 19      | 1968, 1974, 1976, 1979, 1983, 1984, 1985, 1987, 1990, 1991, 1993, 1995, 2013, 2014, 2015, 2017, 2018, 2019, 2020. |
| Leopards        | 13      | 1966, 1967, 1970, 1971, 1973, 1980, 1981, 1982, 1986, 1988, 1989, 1992, 1998                                      |
| Tusker          | 11      | 1972, 1977, 1978, 1994, 1996, 1999, 2000, 2007, 2011, 2012, 2016                                                  |
| Ulinzi Stars    | 4       | 2003, 2004, 2005, 2010                                                                                            |
| Luo Union       | 2       | 1964, 1975 |
| Nakuru AllStars | 2       | 1963, 1969 |
| Oserian         | 2       | 2001, 2002 |
| Feisal          | 1       | 1965 |
| Mathare United  | 1       | 2008 |
| Sofapaka        | 1       | 2009 |
| Sony Sugar      | 1       | 2006 |
| Utalii          | 1       | 1997 |

## Títulos por Cidade
| Cidade   | Clube                                                                        | Títulos |
| -------- | ---------------------------------------------------------------------------- | ------- |
| Nairóbi  | Gor Mahia,A.F.C. Leopards, Tusker FC, Mathare United, Sofapaka FC, Luo Union | 47      |
| Nakuru   | Ulinzi Stars, Nakuru AllStars,                                               | 6       |
| Naivasha | Oserian FC                                                                   | 2       |
| Mombaça  | Feisal FC                                                                    | 1       |
| Awendo   | Sony Sugar FC                                                                | 1       |
| Ruaraka  | Utalii FC                                                                    | 1       |

## Participação na CAF
LIGA DOS CAMPEÕES
| Clube           | Ano                                                                                       |
| --------------- | ----------------------------------------------------------------------------------------- |
| Gor Mahia       | 1969, 1977, 1980, 1984, 1991, 1992, 1994, 1996, 2014, 2015, 2016, 2018, 2019, 2020, 2021. |
| AFC Leopards    | 1968, 1971, 1972, 1974, 1981, 1982, 1983, 1987, 1989, 1990, 1993, 1999                    |
| Tusker FC       | 1973, 1986, 1997, 2000, 2001, 2005, 2006, 2012, 2013, 2017,                               |
| Nakuru AllStars | 1970, 1985                                                                                |
| Mathare United  | 2009                                                                                      |
| Sofapaka        | 2010                                                                                      |
| Ulinzi Stars FC | 2011                                                                                      |
| Luo Union       | 1976                                                                                      |
| Shabana FC      | 1988                                                                                      |
| Utalii FC       | 1998                                                                                      |
| Oserian fc      | 2002                                                                                      |
| Nzoia Sugar FC  | 2003                                                                                      |

## Artilheiros
O artilheiro de todos os tempos do campeonato é Maurice Ochieng, que terminou a temporada de 1976 com 26 gols atuando pelo Gor Mahia. O seu ex-companheiro de equipe, Joe Kadenge, elogiou-o como um atacante letal na frente do gol.
| Ano  | Jogador         | Clube                 | Gols |
| ---- | --------------- | --------------------- | ---- |
| 1976 | Maurice Ochieng | Gor Mahia             | 26   |
| 2008 | Francis Ouma    | Mathare United        | 15   |
| 2009 | John Baraza     | Sofapaka              | 15   |
| 2009 | Joseph Emeka    | Tusker                | 15   |
| 2010 | John Baraza     | Sofapaka              | 15   |
| 2011 | Hugo Nzangu     | Sony Sugar            | 10   |
| 2012 | John Baraza     | Sofapaka              | 18   |
| 2013 | Jacob Keli      | Kenya Commercial Bank | 17   |
| 2014 | Dan Sserunkuma  | Gor Mahia             | 16   |